# 赫塔号防护巡洋舰
赫塔号是德意志帝国海军于十九世纪后期建造的五艘维多利亚·路易丝级防护巡洋舰的二号舰，得名于日耳曼神祇那瑟斯。它于1895年在斯德丁的伏尔铿船厂开始架设龙骨、1897年4月下水，至1898年7月完工并投入舰队使用。舰只的主舰炮由两门210毫米40倍径和八门150毫米40倍径速射炮组成，最高速度为19.2节。
赫塔号于职业生涯的前六年是在东亚分舰队服役，并曾于1900年短暂担任分舰队的旗舰。在1900年的义和团运动期间，它曾向占领大沽炮台的部队派遣登陆小队。1905年回到德国后，舰只于1908年完成改造，继而开始担任教练船。它进行了一系列的训练巡航，期间一些著名的军官都曾作为学员在舰上学习，其中包括卡尔·邓尼茨和恩斯特·林德曼。第一次世界大战爆发时，它被动员至第五侦察集群，但只是短暂的担任过前线任务。赫塔号于1915年后被用作宿营船，并最终于1920年出售拆解。

## 设计

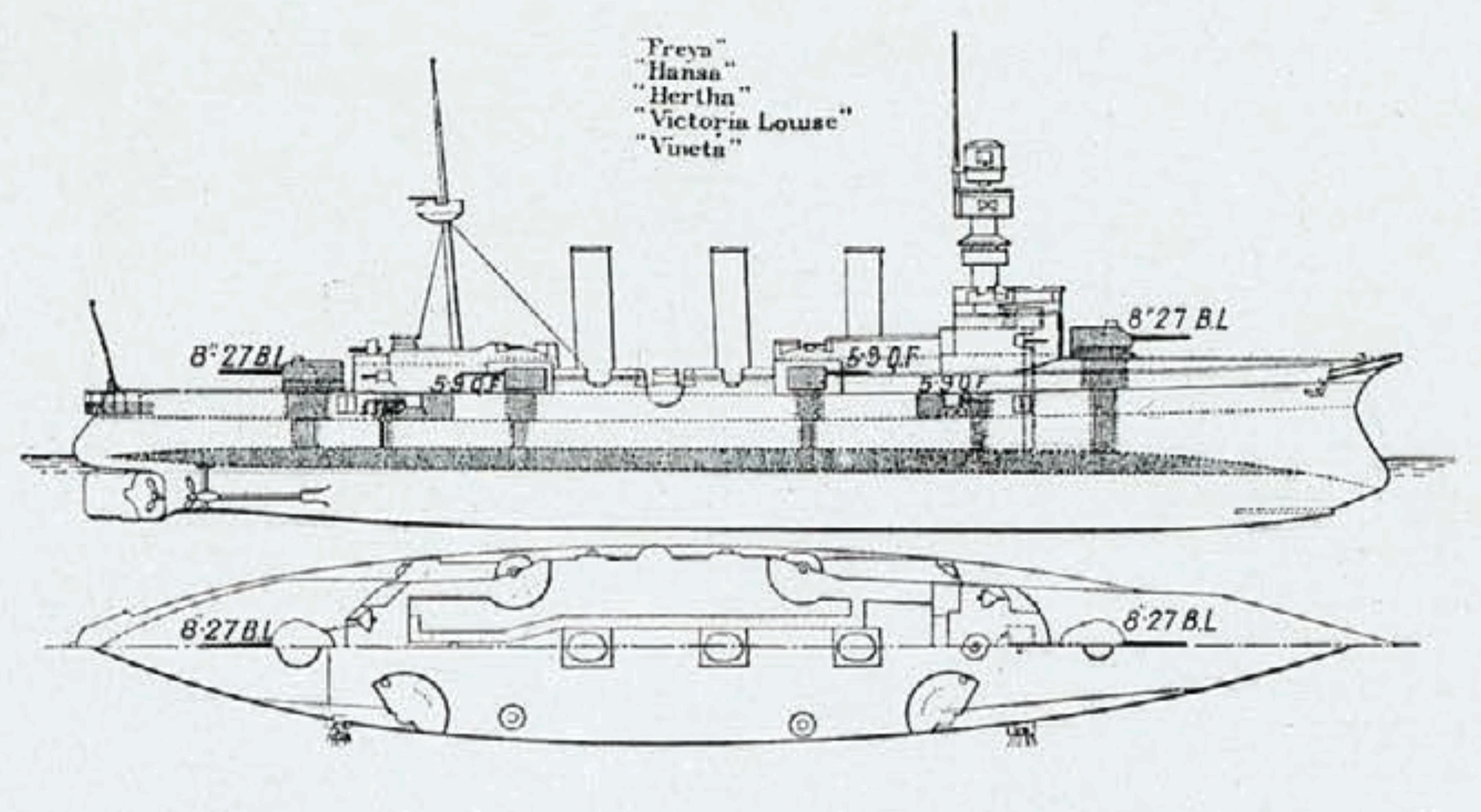
维多利亚·路易丝级舰只线条画

赫塔号是作为新增编入舰队的防护巡洋舰而以字母“K”为代号进行订购，并于1895年在斯德丁的伏尔铿船厂开始架设龙骨，成为首艘开建的同级舰，建造编号为233。舰只于1897年4月14日下水，继而展开舾装工作。在下水仪式上，由巴伐利亚摄政王柳特波德的长子——路德维希三世主持为舰只命名。其“赫塔”的称谓源自塔西陀对日耳曼神祇那瑟斯的错译。至1898年7月23日，赫塔号正式投入练习舰队使用。
赫塔号的全长为110.6（362英尺10英寸），有17.4（57英尺1英寸）的舷宽和6.58（21英尺7英寸）的前吃水。在满载情况下，舰只的排水量可达6,491公噸（6,388長噸）。其推进系统由三套立式四缸三胀蒸汽机组成，通过十二台贝尔维尔锅炉提供动力。舰只的最高速度为19節（35每小時），并可以12節（22每小時）的速度续航3,412海里（6,319）。其标准船员编制为31名军官和446名水兵。
赫塔号配备有两门安装在单座炮塔上的210毫米40倍径速射炮；其中舰艏、舰艉各一门。每门炮各共提供58发弹药，射程为16,300（17,800碼）。舰只还搭载有八门150毫米40倍径速射炮；其中四门安装在舰舯的炮塔上，另外四门则置于炮廓内。这些炮支的射程为13,700（15,000碼）。舰只的副炮则由十门88毫米30倍径速射炮组成，另有十挺机炮作为补充。它还标配搭载有三具450（17.7英寸）鱼雷管和八枚鱼雷；其中两具发射器安装在舷侧，第三具设于舰艏，均浸没在水线以下。

## 服役历史

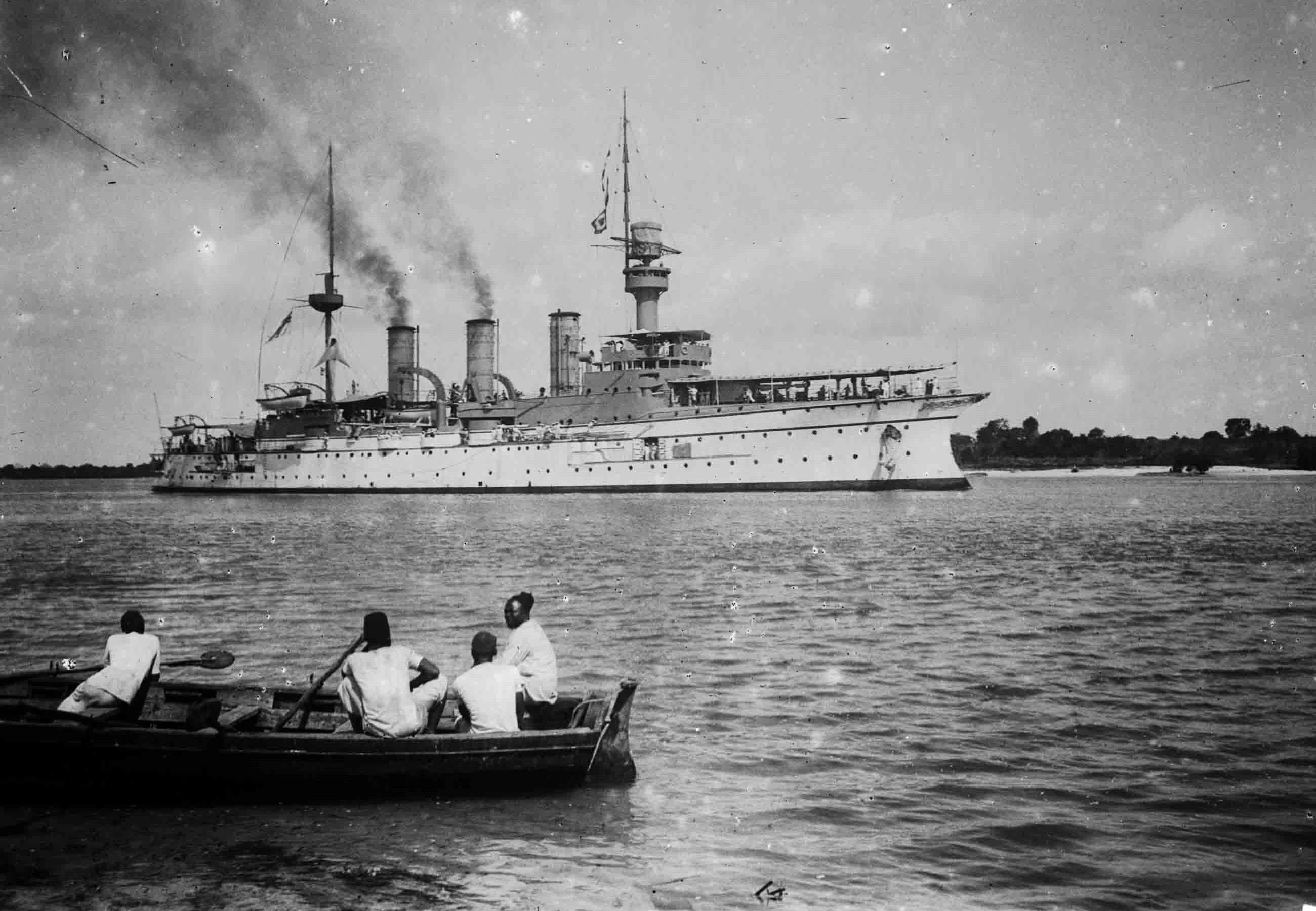
赫塔号于达累斯萨拉姆

1897年7月23日，赫塔号首次投入使用，并于同日展开海上试航。在试航期间，舰只由贝尔维尔开发的水管锅炉暴露出管道之间火焰引导过短的缺点，因此烟道口和烟囱会由于仍然滚烫的烟道气而导致过热并逐渐失效。尽管存在明显的缺陷，但赫塔号还是与小巡洋舰赫拉号一同担任皇家游艇霍亨索伦号的护航舰，负责将德皇夫妇送到东方。赫塔号于1898年9月18日离开基尔，并在经停直布罗陀后，于10月4日在威尼斯与另外两艘舰会合。接下来的巡游分别前往君士坦丁堡、海法、雅法、塞德港和贝鲁特。赫塔号于11月11日在贝鲁特脱离编队，继而前往克里特岛。然而就在几天之后，舰只不得不在行至热那亚时进行检修。这是由于锅炉系统的缺陷使得烟囱持续过热并引发强烈塌陷，因此它们只能通过舰上装置提供支承，但已无力航行回国。设于热那亚的安萨尔多船厂负责纠正舰只的设计缺陷和由此造成的损伤。11月26至27日夜晚，赫塔号在被引入船坞之前遭受了进一步的破坏：由于风暴造成系泊松动，导致该舰与一艘轮船相撞，并造成吊艇柱断裂。维修工程最终持续至1899年3月下旬才完成。
在热那亚期间，此时已被重归类为大巡洋舰的赫塔号接到了转往东亚的调令，以强化部署在当地的东亚分舰队。舰只于1899年4月14日出发，并在经停数个港口后于5月21日来到东亚基地的辖区新加坡。至6月8日，它最终抵达新的母港青岛。赫塔号取代了老旧的铁甲舰皇帝号，并临时担任分舰队副司令、海军少将恩斯特·弗里策的旗舰。在接下来的几个月里，赫塔号同其它德国舰只一起在北部进行了一些巡航，最后于11月4日抵达厦门，与姊妹舰汉萨号和分舰队旗舰德国号会合。两天后，随着赫塔号成为新的分舰队旗舰，弗里策转移至汉萨号。这是由于德国号与前任分舰队司令海因里希亲王将启程回国。1900年2月17日，他的继任者、海军中将菲利克斯·冯·本德曼登上赫塔号并升起自己的旗帜。分舰队此时的成员包括有巡洋舰汉萨号、葛冯号、伊伦娜号和奥古斯塔皇后号，此外还有两艘炮艇美洲豹号和鸡貂号。在本德曼于4月初对日本明治天皇进行就职访问后，赫塔号与分舰队余部自4月23日起在青岛展开了一系列的部队演练。然后它们穿行辖区进行巡航，其中赫塔号与葛冯号一同去往汉口。6月初，随着本德曼计划与德国驻华公使克林德男爵共同拜会大清朝廷，赫塔号在塘沽驻泊。然而，由于京津两地自5月29日起爆发严重骚乱，该计划被迫取消。

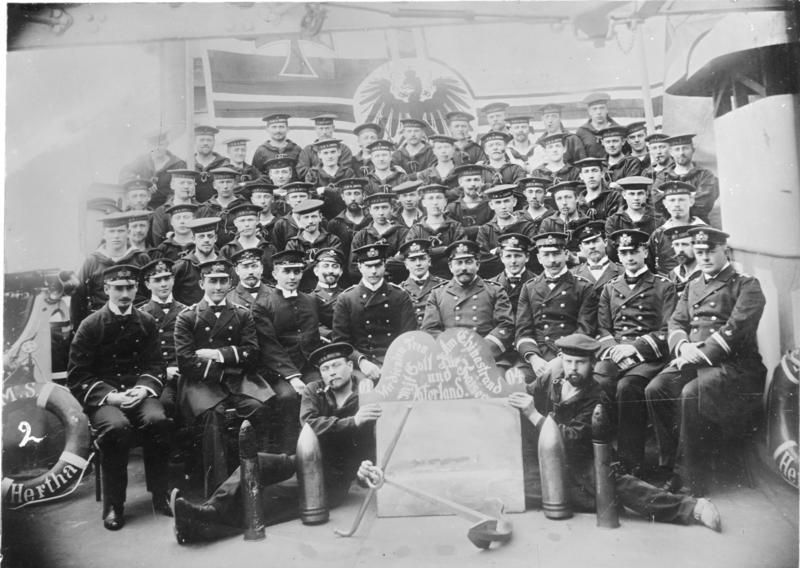
赫塔号船员在东亚期间的合影

作为预防措施，各国公使馆要求加强保护并准备尽可能的撤到沿海地区。克林德男爵还要求向塘沽增派军舰。因此，鸡貂号于5月31日抵达当地，并于6月4日分遣出一支由2名军官和30名士兵组成的队伍来保护天津德租界。而分舰队的其余成员——除伊伦娜号需要留守青岛外，均受命前往塘沽，其中赫塔号于6月8日抵达。随着事态的发展，北京的使馆区已有逾3000人逃离，那里正遭到拳民和正规清军的攻击，促使英国海军上将爱德华·霍巴特·西摩尔调用其战列舰百夫长号上的部分水兵协助受到威胁的公使馆。西摩尔还请求其它在场军舰的指挥官效仿其做法。因此，来自各国的2129名海军人员组建了八国联军，其中德国舰只共派出20名军官、2名军医和487名水兵参与其中。赫塔号的登陆小队是由舰长、海军上校圭多·冯·乌泽多姆亲率的4名军官和120名船员组成，他同时也负责指挥整个德国团队。6月10日，登陆部队在西摩尔的率领下向北京推进，但未能抵达。因为在6月12日，通往北京的铁路线被中国人炸毁，使得物资供应受到威胁，迫使行动取消。最后，联军联军于6月19日开始撤退。在撤退期间，乌泽多姆发布了著名的“德国人往前线去！”命令，于是德国士兵接管了阵线的最前方。在同一场战斗中，未来将在日德兰海战担任大舰队总司令的约翰·杰利科负伤，乌泽多姆则取代了他的位置。赫塔号的登陆小队在进攻期间共损失了四名水兵，其中三人在几天后因伤势过重而死亡。
与此同时，本德曼中将组织了另一支由汉萨号舰长、海军上校胡戈·冯·波尔指挥的国际部队，并在包括鸡貂号在内的几艘炮艇的支援下，于6月17日占领大沽口炮台。这对于确保西摩尔联军的供应是极其重要的。此外，联军还需要更多的部队登陆才能突破由8500人组成的天津防线。这于6月23日达成，赫塔号共有4名军官和69名船员在海军上尉阿道夫·冯·特罗塔的指挥下的集结。他们得以合并至西摩尔上将的联军，并至7月18日突破天津的抵抗。同一天，德国登陆队共撤回300人登舰。西摩尔上将的进攻受挫导致英国、俄国、美国、日本、法国和德国派出更强大的部队。德国远征部队将受东亚分舰队领导，除了由勃兰登堡级战列舰组成的第一分舰队第一支队外，新式装甲巡洋舰俾斯麦侯爵号也一同前往中国。然而，它们抵达中国的时间太晚；早在8月4日，一支约2万兵力的联军部队便已动身前往北京，并于8月14日抵达。这其中包含由汉萨号派出的195人登陆小队。由于本德曼出人意料的迅速向北京进军，联军部队又增加了200名来自汉萨号和150名来自赫塔号的兵力，他们在波尔上校的指挥下于8月18日抵达北京，因此迟到了四天。1900年8月17日，俾斯麦侯爵号取代赫塔号成为分舰队旗舰，并担当此职至1909年。赫塔号在其登陆小队返舰后曾驶往多个中国中部港口，最后由接管德国驻华部队指挥权的陆军元帅阿尔弗雷德·冯·瓦德西带到塘沽。由于舰长乌泽多姆将担任瓦德西的参谋长，因此副舰长、海军上尉马克斯·赫希特临时接管了赫塔号的指挥权，直至10月底。在这一年剩余的时间里，赫塔号主要都在塘沽驻泊，但曾于10月1日参与了占领山海关沿岸附近炮台的行动，并到访烟台和青岛。此后，该巡洋舰不再担任进一步的军事用途。赫塔号在义和团运动期间共有7人阵亡。

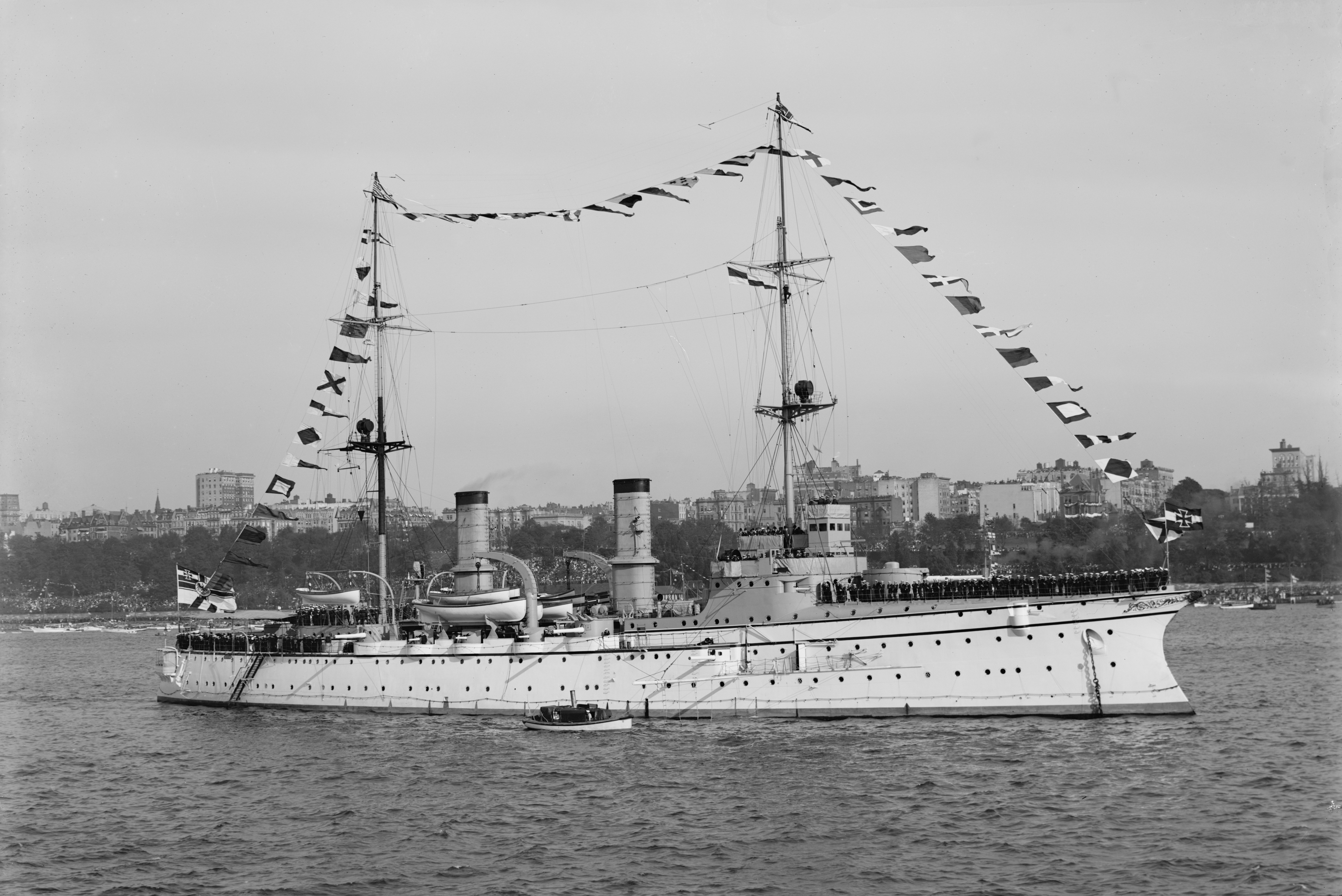
赫塔号参加1909年的哈德逊－富尔顿庆典

赫塔号于1905年脱离东亚分舰队并返回德国。1906年，它前往但泽帝国船厂的旱坞进行重建，并更换锅炉。锅炉设备的改造意味着可以节省一座烟囱，以及移除一根战斗桅楼——并由桩架桅杆所取代，导致舰只轮廓发生了重大变化。重建于1908年完成，当时赫塔号成为了一艘军校学员的教练船；在此期间，几位杰出的海军军官曾在舰上受训。1909年9月至10月，赫塔号与维多利亚·路易丝号、不来梅号和德累斯顿号一同，在哈德逊－富尔顿庆典期间代表德国出访美国。
1910年，未来于第二次世界大战期间担任纳粹德国海军总司令的卡尔·邓尼茨在赫塔号舰上度过了为期一年的军校学员生涯。1912年秋季，该舰与姊妹舰菲内塔号一同至地中海西部巡航。老旧的巡洋舰秃鹫号也在该地区。俾斯麦号战列舰未来的舰长恩斯特·林德曼也于1913年作为学员在舰上服役。赫塔号于5月底至7月初在波罗的海和北海进行了一次训练巡航，期间曾于包括斯德哥尔摩在内的多个外国港口停留。然后，舰只开始了为期七个月的大西洋训练巡航；在航行中，赫塔号停靠了许多港口，包括维拉克鲁斯、墨西哥、太子港、海地、京斯敦和加拿大的哈利法克斯。巡航从1913年8月中旬一直持续至1914年3月中旬。
赫塔号在第一次世界大战期间的运用生涯是短暂的。战争爆发时，它被临时动员加入新组建的第五侦察集群，任务是在波罗的海训练海军学员。至1914年底，舰只重新退出现役，然后开始作为一艘岸防舰使用。1915年之后，它再度远离前线任务，并至弗伦斯堡担任水上飞机基地的宿营船。赫塔号于1919年12月6日正式从海军名录中除籍，并售予伦茨堡的拆船商。它于翌年拆解报废。